# Großer Preis der USA 2015
Der Große Preis der USA 2015 (offiziell 2015 Formula 1 United States Grand Prix) fand am 25. Oktober auf dem Circuit of The Americas in Austin statt und war das 16. Rennen der Formel-1-Weltmeisterschaft 2015.

## Bericht

### Hintergründe
Nach dem Großen Preis von Russland führte Lewis Hamilton in der Fahrerwertung mit 66 Punkten vor Sebastian Vettel und mit 73 Punkten vor Nico Rosberg. In der Konstrukteurswertung führte Mercedes uneinholbar mit 172 Punkten vor Ferrari und mit 311 Punkten vor Williams.
Beim Großen Preis der USA stellte Pirelli den Fahrern die Reifenmischungen P Zero Medium (weiß) und P Zero Soft (gelb) sowie für Nässe Cinturato Intermediates (grün) und Cinturato Full-Wets (blau) zur Verfügung.
Sauber bestritt beim Großen Preis der USA das 400. Grand-Prix-Wochenende seit dem Formel-1-Einstieg 1993. 70 Grands Prix davon bestritt man in den Jahren 2006 bis 2009 als BMW Sauber F1.
Renault stellte den beiden Kundenteams Red Bull und Toro Rosso beim Großen Preis der USA erstmals eine stark weiterentwickelte Version des Renault Energy F1 2015 zur Verfügung. Renault verwendete hierfür elf der zwölf für die Saison zur Verfügung stehenden Token, es war das mit Abstand umfangreichste Update aller Motorenhersteller in der gesamten Saison. Da sämtliche Piloten mit Renault-Motoren zu diesem Zeitpunkt die Anzahl der erlaubten Motoreneinheiten pro Saison bereits ausgeschöpft hatten, wäre eine Verwendung mit Rückversetzungen in der Startaufstellung verbunden gewesen. Sowohl Red Bull als auch Toro Rosso entschieden sich gegen die Verwendung des weiterentwickelten Motors.
Im Vergleich zum Vorjahr wurden kleinere Veränderungen an der Strecke vorgenommen. Der Kunstrasen an diversen Stellen des Kurses wurde entfernt und teilweise durch fünf Zentimeter hohe Schwellen ersetzt, die die Piloten daran hindern sollen, die Strecke dort zu verlassen.
Es gab erneut zwei DRS-Zonen. Die erste Zone lag auf der Gegengeraden und begann 320 Meter nach Kurve elf, der Messpunkt lag 150 Meter nach Kurve zehn. Die zweite DRS-Zone befand sich auf der Start-Ziel-Geraden und begann 80 Meter nach der letzten Kurve. Der Messpunkt befand sich 65 Meter nach Kurve 18.

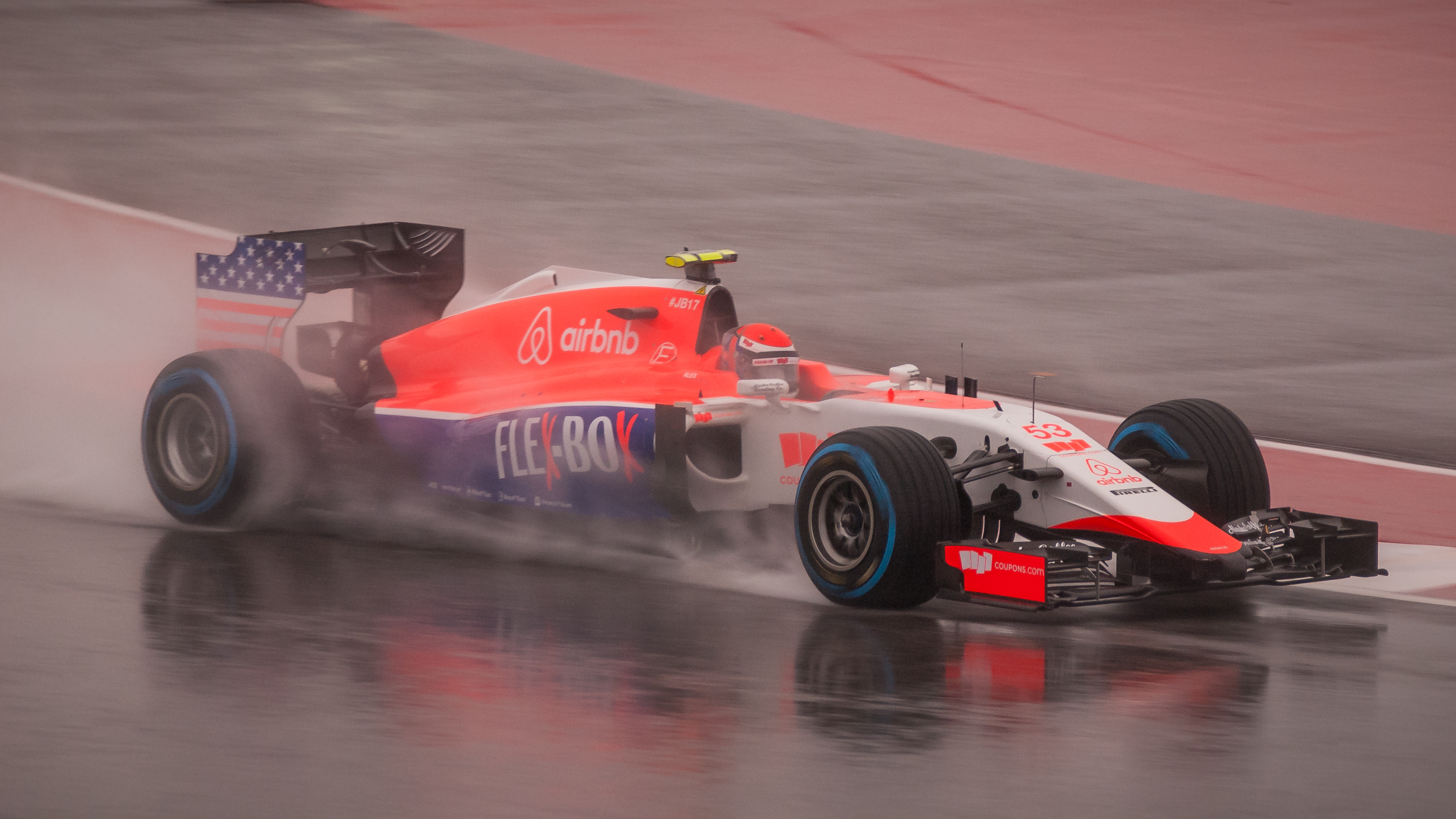
Alexander Rossi kehrte zu Manor zurück

Vor dem Rennwochenende gab es einen Fahrerwechsel: Bei Manor übernahm Alexander Rossi wieder das Cockpit von Roberto Merhi. Rossi war somit der erste Amerikaner, der beim Großen Preis der USA auf dem Circuit ot the Americas fuhr.
Pastor Maldonado (sechs), Max Verstappen (fünf), Marcus Ericsson, Nico Hülkenberg, Sergio Pérez (jeweils vier), Kimi Räikkönen, Vettel (jeweils drei), Jenson Button, Romain Grosjean, Hamilton und Daniil Kwjat (jeweils zwei) gingen mit Strafpunkten ins Rennwochenende.
Fernando Alonso bestritt seinen 250. Grand Prix.
Mit Hamilton (dreimal) und Vettel (einmal) traten zwei ehemalige Sieger zu diesem Grand Prix an.
Als Rennkommissare fungierten Dennis Dean (USA), Gerd Ennser (DEU), Tom Kristensen (DEN) und Nish Shetty (SIN).

### Training
Das erste freie Training fand unter nassen Bedingungen statt. Rosberg fuhr in 1:53,989 Minuten die Bestzeit vor Kwjat und Daniel Ricciardo.
Das zweite freie Training wurde wegen anhaltenden, starken Niederschlägen abgesagt.
Im dritten freien Training, das ebenfalls bei nassen Bedingungen abgehalten wurde, fuhr Hamilton mit einer Rundenzeit von 1:59,517 Minuten die Bestzeit vor Vettel und Hülkenberg. Die Wetterbedingungen wurden als „grenzwertig“ beschrieben, es kam zu einer Vielzahl von Drehern. Da für den Nachmittag weiterer Niederschlag angekündigt war und die Teams eine Absage des Qualifyings befürchteten, gingen alle Fahrer auf die Strecke, da in einem solchen Fall das Ergebnis des freien Training für die Startaufstellung herangezogen wird.

### Qualifying
Das Qualifying wurde wegen starken Regens und heftiger Windböen insgesamt sechsmal um eine halbe Stunde und schließlich auf den Sonntagmorgen verschoben.
Am Sonntagmorgen wurde es dann unter weiterhin nassen Bedingungen durchgeführt. Das Qualifying bestand aus drei Teilen mit einer Nettolaufzeit von 45 Minuten. Im ersten Qualifying-Segment (Q1) hatten die Fahrer 18 Minuten Zeit, um sich für das Rennen zu qualifizieren. Alle Fahrer, die im ersten Abschnitt eine Zeit erzielten, die maximal 107 Prozent der schnellsten Rundenzeit betrug, qualifizierten sich für den Grand Prix. Die besten 15 Fahrer erreichten den nächsten Teil. Der Qualifying-Abschnitt musste nach einem Unfall von Carlos Sainz jr. unterbrochen werden. Sainz jr. konnte nach seinem Unfall nicht mehr am Qualifying teilnehmen und blieb hinter der 107-Prozent-Zeit, er qualifizierte sich damit nicht für das Rennen. Die Rennkommissare erlaubten ihm allerdings, am Rennen teilzunehmen und von Platz 20 aus zu starten, da er im freien Training ausreichend schnell gewesen war. Ricciardo war Schnellster. Neben Sainz jr. schieden die Manor- und Sauber-Piloten aus.
Der zweite Qualifyingabschnitt (Q2) dauerte 15 Minuten. Rosberg war Schnellster. Die Lotus-, die McLaren-Piloten sowie Valtteri Bottas schieden aus.
Der letzte Abschnitt sollte über eine Zeit von zwölf Minuten gehen, in denen die ersten zehn Startpositionen vergeben wurden. Da nach dem zweiten Qualifying-Abschnitt der Regen wieder deutlich stärker wurde, entschied die Rennleitung, auf die Durchführung des dritten Abschnitts zu verzichten und die Startaufstellung anhand des zweiten Abschnitts vorzunehmen. Rosberg erreichte so seine vierte Pole-Position in der Saison und die dritte in Folge. Mit seiner insgesamt 19. Pole-Position hatte er die meisten ersten Startplätze unter den Fahrern ohne Weltmeisterschaftstitel. Diesen Rekord hatte zuvor René Arnoux inne.
Räikkönen und Vettel wurden für die Verwendung des fünften Verbrennungsmotors um jeweils zehn Positionen nach hinten versetzt. Will Stevens wurde wegen der Verwendung des fünften Verbrennungsmotors, des fünften Turboladers und der fünften MGU-H um 20 Startpositionen nach hinten versetzt. Bei Bottas wurde nach dem Qualifying das Getriebe vorzeitig gewechselt, sodass er fünf Startpositionen nach hinten versetzt wurde.

### Rennen
Das Rennen wurde unter nassen Bedingungen gestartet, alle Piloten verwendeten Intermediates. Hamilton startete besser als Rosberg, beide fuhren nebeneinander in die erste Kurve hinein. Es kam zu einer leichten Berührung, Rosberg musste die Strecke nach außen verlassen und fiel hinter Ricciardo, Kwjat und Pérez zurück. Felipe Massa drehte sich in der ersten Kurve, dabei kollidierte er mit Alonso, der sich ebenfalls drehte. Dadurch waren die weiter hinten fahrenden Piloten gezwungen, auszuweichen. Bottas beschädigte sich seinen Frontflügel, als er auf Grosjean auffuhr, der dabei einen Reifenschaden hinten links erlitt. Einen weiteren Unfall gab es zwischen den Manor-Piloten. Noch während der ersten Runde überholte Rosberg Pérez, Kwjat ging an Ricciardo vorbei.
Am Ende der ersten Runde fuhren Bottas, Grosjean, Rossi und Alonso zu Reparaturboxenstopps in die Boxengasse, Bottas wechselte dabei auf Slicks. Felipe Nasr kollidierte mit seinem Teamkollegen Ericsson, dabei beschädigte er seinen Frontflügel. Auch er wechselte beim anschließenden Boxenstopp auf Slicks. Nasr und Bottas wechselten jedoch kurz darauf auf Intermediates zurück, da sie etwa 30 Sekunden pro Runde langsamer fuhren als die Spitze. In der sechsten Runde wurde eine virtuelle Safety-Car-Phase ausgerufen, damit die Marshals die Strecke von Trümmerteilen räumen konnten. Bottas gab das Rennen zu diesem Zeitpunkt auf.
Nachdem das Rennen in der achten Runde wieder freigegeben worden war, ging Rosberg zunächst an Ricciardo und Kwjat vorbei und setzte sich von ihnen ab. Die Strecke trocknete in der Folgezeit immer weiter ab, zu diesem Zeitpunkt fuhren die Red-Bull-Piloten die schnellsten Rundenzeiten im Feld. Ricciardo überholte zunächst Kwjat und Rosberg und schloss dann auf Hamilton auf. In der 15. Runde ging er vorbei und übernahm die Führung, drei Runden später überholte auch Rosberg Hamilton. Hamilton fuhr daraufhin an die Box und wechselte auf Slicks, genau wie Vettel, Verstappen und Massa. Eine Runde später fuhren auch Rosberg, Ricciardo und Kwjat zum Reifenwechsel. Alle drei blieben vor Hamilton.
In der 20. Runde kam Räikkönen von der Strecke ab und rutschte durch das Kiesbett in die Streckenbegrenzung. Es gelang ihm jedoch, das Fahrzeug zu befreien und das Rennen fortzusetzen. Da beim Aufprall die Bremsbelüftung beschädigt wurde und seine rechte Vorderradbremse nicht mehr ausreichend gekühlt wurde, musste er das Rennen jedoch wenige Runden später aus Sicherheitsgründen aufgeben. Die Red-Bull-Piloten konnten auf den Slicks nicht mit den übrigen Fahrern in der Spitzengruppe mithalten, so dass Rosberg den Rückstand auf Ricciardo schnell verkürzte und die Führung übernahm, gleichzeitig überholte Hamilton Kwjat, der zwei Runden später auch hinter Vettel zurückfiel. Massa gab das Rennen währenddessen an der Box auf. Später stellte das Williams-Team fest, dass beide Stoßdämpfer an der Hinterachse beim Überfahren einer Bodenwelle vor Kurve elf beschädigt wurden, auch bei seinem Teamkollegen Bottas war dies der Fall gewesen. In Runde 26 überholte Hamilton auch Ricciardo und lag nun auf dem zweiten Platz. Kurz danach blieb Ericsson auf der Strecke stehen. Da sich der Leerlauf bei seinem Sauber nicht einlegen ließ, musste der Wagen mit einem Bergungstraktor geborgen werden. Die Rennleitung schickte hierzu das Safety-Car auf die Strecke.
Vettel, Hülkenberg und Pérez nutzten dies und wechselten auf die härtere Reifenmischung, in der Hoffnung, das Rennen ohne weiteren Boxenstopp zu Ende fahren zu können. Nachdem das Rennen in Runde 33 wieder freigegeben worden war, ging Vettel innerhalb kürzester Zeit an Kwjat und Ricciardo vorbei. Auch Hülkenberg überholte Kwjat. In der 37. Runde griff Hülkenberg Ricciardo an, dabei brach die Halterung seines Frontflügels und er verlor die Kontrolle über den Wagen. Es kam zu einer Kollision und Hülkenberg musste das Rennen mit gebrochener Radaufhängung aufgeben, er stellte sein Fahrzeug am Streckenrand ab. Ricciardo fiel nach dem Unfall hinter Kwjat zurück. Erneut gab es eine virtuelle Safety-Car-Phase, da der Wagen von Hülkenberg geborgen werden musste. Rosberg und beide Red-Bull-Piloten nutzten diese zum Reifenwechsel, sie wechselten auf die weichere Reifenmischung. Hamilton führte unterdessen vor Vettel, Verstappen und Rosberg.
Das Rennen wurde in Runde 40 wieder freigegeben, eine Runde später ging Rosberg an Verstappen vorbei. Er fuhr zu diesem Zeitpunkt die schnellsten Runden des Rennens, weitere zwei Runden später überholte er auch Vettel. Kwjat kam am Ausgang von Kurve 19 von der Strecke ab, drehte sich und schlug in die Leitplanke ein. Erneut gab es eine Safety-Car-Phase, um das Fahrzeug zu bergen. Hamilton nutze diese zum Reifenwechsel, auch Vettel fuhr zur Box und ließ einen neuen Satz der weicheren Reifenmischung montieren. Rosberg übernahm daher die Führung vor Hamilton, Verstappen und Vettel.
Das Rennen wurde in Runde 47 erneut freigegeben, Vettel überholte kurz danach erneut Verstappen. Rosberg kam durch einen Fahrfehler kurz von der Strecke ab, so dass Hamilton die Führung übernehmen konnte. Hinter Rosberg, Vettel und Verstappen kämpften Button, Alonso, Sainz jr., Pérez und Maldonado um die weiteren Platzierungen, es kam zu mehreren Positionswechseln in dieser Gruppe.
Alonso klagte über den Boxenfunk kurz darauf über Leistungsverlust und fiel bis zum Rennende auf den elften Platz zurück. Vettel schloss auf Rosberg auf und setzte ihn unter Druck, kam jedoch nicht vorbei.
Hamilton gewann das Rennen vor Rosberg und Vettel, es war sein zehnter Saisonsieg, außerdem der 43. in der Formel-1-Weltmeisterschaft. Er zog somit in der Bestenliste an Vettel vorbei. Für das Mercedes-Team war es der 13. Saisonsieg und der neunte Doppelsieg der Saison, Rosberg und Vettel erreichten jeweils ihre zwölfte Podiumsplatzierung im Jahr 2015. Die Top 10 komplettierten Verstappen, Pérez, Button, Sainz jr., Maldonado, Nasr und Ricciardo.
Mit seinem Sieg entschied Hamilton die Fahrer-Weltmeisterschaft vorzeitig für sich, es war sein dritter WM-Titel. Vettel blieb in der Gesamtwertung Zweiter vor Rosberg, der den Rückstand jedoch auf vier Zähler verkürzte. In der Konstrukteurswertung blieben die ersten drei Positionen unverändert, Ferrari stand nach dem Rennen als Zweitplatzierter fest.

## Meldeliste
| Team                          | Nr. | Fahrer             | Chassis                | Motor                       | Reifen |
| ----------------------------- | --- | ------------------ | ---------------------- | --------------------------- | ------ |
| Mercedes AMG Petronas F1 Team | 44  | Lewis Hamilton     | Mercedes F1 W06 Hybrid | Mercedes-Benz PU106B Hybrid | P      |
| Mercedes AMG Petronas F1 Team | 06  | Nico Rosberg       | Mercedes F1 W06 Hybrid | Mercedes-Benz PU106B Hybrid | P      |
| Infiniti Red Bull Racing      | 03  | Daniel Ricciardo   | Red Bull RB11          | Renault Energy F1 2015      | P      |
| Infiniti Red Bull Racing      | 26  | Daniil Kwjat       | Red Bull RB11          | Renault Energy F1 2015      | P      |
| Williams Martini Racing       | 19  | Felipe Massa       | Williams FW37          | Mercedes-Benz PU106B Hybrid | P      |
| Williams Martini Racing       | 77  | Valtteri Bottas    | Williams FW37          | Mercedes-Benz PU106B Hybrid | P      |
| Scuderia Ferrari              | 05  | Sebastian Vettel   | Ferrari SF15-T         | Ferrari 059/4               | P      |
| Scuderia Ferrari              | 07  | Kimi Räikkönen     | Ferrari SF15-T         | Ferrari 059/4               | P      |
| McLaren Honda                 | 14  | Fernando Alonso    | McLaren MP4-30         | Honda RA615H                | P      |
| McLaren Honda                 | 22  | Jenson Button      | McLaren MP4-30         | Honda RA615H                | P      |
| Sahara Force India F1 Team    | 27  | Nico Hülkenberg    | Force India VJM08      | Mercedes-Benz PU106B Hybrid | P      |
| Sahara Force India F1 Team    | 11  | Sergio Pérez       | Force India VJM08      | Mercedes-Benz PU106B Hybrid | P      |
| Scuderia Toro Rosso           | 33  | Max Verstappen     | Toro Rosso STR10       | Renault Energy F1 2015      | P      |
| Scuderia Toro Rosso           | 55  | Carlos Sainz jr.   | Toro Rosso STR10       | Renault Energy F1 2015      | P      |
| Lotus F1 Team                 | 08  | Romain Grosjean    | Lotus E23 Hybrid       | Mercedes-Benz PU106B Hybrid | P      |
| Lotus F1 Team                 | 13  | Pastor Maldonado   | Lotus E23 Hybrid       | Mercedes-Benz PU106B Hybrid | P      |
| Lotus F1 Team                 | 30  | Jolyon Palmer      | Lotus E23 Hybrid       | Mercedes-Benz PU106B Hybrid | P      |
| Manor Marussia F1 Team        | 28  | Will Stevens       | Marussia MR03          | Ferrari 059/3               | P      |
| Manor Marussia F1 Team        | 53  | Alexander Rossi    | Marussia MR03          | Ferrari 059/3               | P      |
| Sauber F1 Team                | 09  | Marcus Ericsson    | Sauber C34             | Ferrari 059/4               | P      |
| Sauber F1 Team                | 12  | Felipe Nasr        | Sauber C34             | Ferrari 059/4               | P      |
| Sauber F1 Team                | 36  | Raffaele Marciello | Sauber C34             | Ferrari 059/4               | P      |

Anmerkungen
1. 1 2  Der Lotus mit der Startnummer 30 sollte im zweiten freien Training für Palmer eingesetzt werden, Grosjean sollte das restliche Rennwochenende im Fahrzeug mit seiner Startnummer 8 bestreiten. Durch die Absage des zweiten freien Trainings kam es jedoch nicht zum Einsatz von Palmer.
2. 1 2  Der Sauber mit der Startnummer 36 wurde im ersten freien Training für Marciello eingesetzt. Nasr übernahm das Fahrzeug anschließend für das restliche Rennwochenende mit seiner Startnummer 12.

## Klassifikationen

### Qualifying
| Pos.                                                                      | Fahrer           | Konstrukteur         | Q1       | Q2       | Start |
| ------------------------------------------------------------------------- | ---------------- | -------------------- | -------- | -------- | ----- |
| 01                                                                        | Nico Rosberg     | Mercedes             | 1:56,671 | 1:56,824 | 01    |
| 02                                                                        | Lewis Hamilton   | Mercedes             | 1:56,871 | 1:56,929 | 02    |
| 03                                                                        | Daniel Ricciardo | Red Bull-Renault     | 1:56,495 | 1:57,969 | 03    |
| 04                                                                        | Daniil Kwjat     | Red Bull-Renault     | 1:57,640 | 1:58,434 | 04    |
| 05                                                                        | Sebastian Vettel | Ferrari              | 2:00,950 | 1:58,596 | 13    |
| 06                                                                        | Sergio Pérez     | Force India-Mercedes | 1:59,284 | 1:59,210 | 05    |
| 07                                                                        | Nico Hülkenberg  | Force India-Mercedes | 1:58,325 | 1:59,333 | 06    |
| 08                                                                        | Kimi Räikkönen   | Ferrari              | 1:58,198 | 1:59,703 | 18    |
| 09                                                                        | Felipe Massa     | Williams-Mercedes    | 2:00,902 | 1:59,999 | 07    |
| 10                                                                        | Max Verstappen   | Toro Rosso-Renault   | 1:58,689 | 2:00,199 | 08    |
| 11                                                                        | Fernando Alonso  | McLaren-Honda        | 1:59,704 | 2:00,265 | 09    |
| 12                                                                        | Valtteri Bottas  | Williams-Mercedes    | 1:59,569 | 2:00,334 | 16    |
| 13                                                                        | Romain Grosjean  | Lotus-Mercedes       | 2:00,236 | 2:00,595 | 10    |
| 14                                                                        | Jenson Button    | McLaren-Honda        | 2:00,261 | 2:01,193 | 11    |
| 15                                                                        | Pastor Maldonado | Lotus-Mercedes       | 2:00,844 | 2:01,604 | 12    |
| 16                                                                        | Marcus Ericsson  | Sauber-Ferrari       | 2:02,212 | –        | 14    |
| 17                                                                        | Felipe Nasr      | Sauber-Ferrari       | 2:03,194 | –        | 15    |
| 18                                                                        | Alexander Rossi  | Marussia-Ferrari     | 2:04,176 | –        | 17    |
| 19                                                                        | Will Stevens     | Marussia-Ferrari     | 2:04,526 | –        | 19    |
| 107-Prozent-Zeit: 2:04,650 min (bezogen auf Q1-Bestzeit von 1:56,495 min) |                  |                      |          |          |       |
| 20                                                                        | Carlos Sainz jr. | Toro Rosso-Renault   | 2:07,304 | –        | 20    |

Anmerkungen
1. ↑  Vettel wurde für die Verwendung des fünften Verbrennungsmotors um zehn Positionen nach hinten versetzt.
2. ↑  Räikkönen wurde für die Verwendung des fünften Verbrennungsmotors um zehn Positionen nach hinten versetzt.
3. ↑  Bottas wurde wegen eines vorzeitigen Getriebewechsels um fünf Positionen nach hinten versetzt.
4. ↑  Stevens wurde für die Verwendung des fünften Verbrennungsmotors, des fünften Turboladers und der fünften MGU-H um 20 Positionen nach hinten versetzt.
5. ↑  Sainz jr. wurde erlaubt am Rennen teilzunehmen, da er im freien Training ausreichend schnell gefahren war.

### Rennen
| Pos. | Fahrer           | Konstrukteur         | Runden | Stopps | Zeit        | Start | Schnellste Runde |
| ---- | ---------------- | -------------------- | ------ | ------ | ----------- | ----- | ---------------- |
| 01   | Lewis Hamilton   | Mercedes             | 56     | 2      | 1:50:52,703 | 02    | 1:40,738 (48.)   |
| 02   | Nico Rosberg     | Mercedes             | 56     | 2      | + 2,850     | 01    | 1:40,666 (49.)   |
| 03   | Sebastian Vettel | Ferrari              | 56     | 3      | + 3,381     | 13    | 1:41,330 (52.)   |
| 04   | Max Verstappen   | Toro Rosso-Renault   | 56     | 2      | + 22,359    | 08    | 1:43,172 (51.)   |
| 05   | Sergio Pérez     | Force India-Mercedes | 56     | 2      | + 24,413    | 05    | 1:43,010 (54.)   |
| 06   | Jenson Button    | McLaren-Honda        | 56     | 3      | + 28,058    | 11    | 1:43,026 (50.)   |
| 07   | Carlos Sainz jr. | Toro Rosso-Renault   | 56     | 3      | + 30,619    | 20    | 1:42,660 (51.)   |
| 08   | Pastor Maldonado | Lotus-Mercedes       | 56     | 3      | + 32,273    | 12    | 1:42,849 (51.)   |
| 09   | Felipe Nasr      | Sauber-Ferrari       | 56     | 5      | + 40,257    | 15    | 1:44,407 (54.)   |
| 10   | Daniel Ricciardo | Red Bull-Renault     | 56     | 2      | + 53,371    | 03    | 1:41,980 (53.)   |
| 11   | Fernando Alonso  | McLaren-Honda        | 56     | 3      | + 54,816    | 09    | 1:44,323 (55.)   |
| 12   | Alexander Rossi  | Marussia-Ferrari     | 56     | 3      | + 1:15,277  | 17    | 1:48,173 (50.)   |
| –    | Daniil Kwjat     | Red Bull-Renault     | 41     | 2      | DNF         | 04    | 1:43,728 (41.)   |
| –    | Nico Hülkenberg  | Force India-Mercedes | 35     | 2      | DNF         | 06    | 1:45,095 (25.)   |
| –    | Marcus Ericsson  | Sauber-Ferrari       | 25     | 2      | DNF         | 14    | 1:47,381 (24.)   |
| –    | Kimi Räikkönen   | Ferrari              | 25     | 2      | DNF         | 18    | 1:46,186 (24.)   |
| –    | Felipe Massa     | Williams-Mercedes    | 23     | 1      | DNF         | 07    | 1:48,231 (22.)   |
| –    | Romain Grosjean  | Lotus-Mercedes       | 10     | 2      | DNF         | 10    | 1:59,612 (08.)   |
| –    | Valtteri Bottas  | Williams-Mercedes    | 5      | 2      | DNF         | 16    | 2:31,939 (03.)   |
| –    | Will Stevens     | Marussia-Ferrari     | 1      | 0      | DNF         | 19    | –                |

## WM-Stände nach dem Rennen
Die ersten zehn des Rennens bekamen 25, 18, 15, 12, 10, 8, 6, 4, 2 bzw. 1 Punkt(e).

### Fahrerwertung
| Pos. | Fahrer           | Konstrukteur         | Punkte |
| ---- | ---------------- | -------------------- | ------ |
| 01   | Lewis Hamilton   | Mercedes             | 327    |
| 02   | Sebastian Vettel | Ferrari              | 251    |
| 03   | Nico Rosberg     | Mercedes             | 247    |
| 04   | Kimi Räikkönen   | Ferrari              | 123    |
| 05   | Valtteri Bottas  | Williams-Mercedes    | 111    |
| 06   | Felipe Massa     | Williams-Mercedes    | 109    |
| 07   | Daniil Kwjat     | Red Bull-Renault     | 76     |
| 08   | Daniel Ricciardo | Red Bull-Renault     | 74     |
| 09   | Sergio Pérez     | Force India-Mercedes | 64     |
| 10   | Max Verstappen   | Toro Rosso-Renault   | 45     |
| 11   | Romain Grosjean  | Lotus-Mercedes       | 44     |

| Pos. | Fahrer           | Konstrukteur         | Punkte |
| ---- | ---------------- | -------------------- | ------ |
| 12   | Nico Hülkenberg  | Force India-Mercedes | 38     |
| 13   | Felipe Nasr      | Sauber-Ferrari       | 27     |
| 14   | Pastor Maldonado | Lotus-Mercedes       | 26     |
| 15   | Carlos Sainz jr. | Toro Rosso-Renault   | 18     |
| 16   | Jenson Button    | McLaren-Honda        | 16     |
| 17   | Fernando Alonso  | McLaren-Honda        | 11     |
| 18   | Marcus Ericsson  | Sauber-Ferrari       | 9      |
| 19   | Roberto Merhi    | Marussia-Ferrari     | 0      |
| 20   | Alexander Rossi  | Marussia-Ferrari     | 0      |
| 21   | Will Stevens     | Marussia-Ferrari     | 0      |
| –    | Kevin Magnussen  | McLaren-Honda        | 0      |

### Konstrukteurswertung
| Pos. | Konstrukteur         | Punkte |
| ---- | -------------------- | ------ |
| 1    | Mercedes             | 574    |
| 2    | Ferrari              | 374    |
| 3    | Williams-Mercedes    | 220    |
| 4    | Red Bull-Renault     | 150    |
| 5    | Force India-Mercedes | 102    |

| Pos. | Konstrukteur       | Punkte |
| ---- | ------------------ | ------ |
| 06   | Lotus-Mercedes     | 70     |
| 07   | Toro Rosso-Renault | 63     |
| 08   | Sauber-Ferrari     | 36     |
| 09   | McLaren-Honda      | 27     |
| 10   | Marussia-Ferrari   | 0      |